# Encolpius
Encolpius is een geslacht van spinnen uit de familie springspinnen (Salticidae).

## Soorten
De volgende soorten zijn bij het geslacht ingedeeld:
- Encolpius albobarbatus Simon, 1900
- Encolpius fimbriatus Crane, 1943
- Encolpius guaraniticus Galiano, 1968